# Championnat du monde féminin de rink hockey 2014
Navigation
Championnat du monde féminin 2012 Championnat du monde féminin 2016
Le Championnat du monde de rink hockey féminin 2014, douzième édition de la compétition, se déroula du 25 octobre au 1er novembre 2014 à Tourcoing, en France. C'est la première fois que l’événement a lieu en France. Le championnat est remporté par l'équipe d'Argentine qui devance la France et le Chili.

## Participants

### Afrique
- Afrique du Sud

### Amérique
- Colombie (3e au dernier mondial)
- Chili (6e au dernier mondial)
- Argentine (7e au dernier mondial)
- Brésil (8e au dernier mondial)
- États-Unis (10e au dernier mondial)

### Asie
- Inde (14e au dernier mondial)
- Japon (11e au dernier mondial)

### Europe
- France (championne du monde en titre)
- Espagne (championne d'Europe en titre et finaliste du dernier mondial)
- Portugal (2e au championnat d'Europe et 4e au dernier mondial)
- Italie (3e au championnat d'Europe)
- Allemagne (5e au dernier mondial)
- Suisse (9e au dernier mondial)
- Angleterre (13e au dernier mondial)

## Résultats

### Classement final
| Place              | Équipe         |
| ------------------ | -------------- |
| Médaille d'or      | Argentine      |
| Médaille d'argent  | France         |
| Médaille de bronze | Chili          |
| 4                  | Allemagne      |
| 5                  | Portugal       |
| 6                  | Italie         |
| 7                  | Suisse         |
| 8                  | Colombie       |
| 9                  | Espagne        |
| 10                 | Angleterre     |
| 11                 | Inde           |
| 12                 | États-Unis     |
| 13                 | Afrique du Sud |
| 14                 | Japon          |